# آنا موتز
آنا موتز (بالإنجليزية: Anna Motz)‏ (مواليد 1964) هي استشارية في علم النفس السريري والطب الشرعي تتمتع بخبرة إكلينيكية. رئيسة سابقة للجمعية الدولية للعلاج النفسي الشرعي (IAFP)، وهي مؤلفة كتاب «سيكولوجية العنف الأنثوي: الجرائم ضد الجسد».
تقترح آنا موتز في كتابها «سيكولوجية العنف الأنثوي» أن تفريغ الغضب على جسد الشخص نفسه أو أجساد الآخرين يرسل رسالة واضحة تعبر عن الألم الداخلي أو الذهان (موتز، 2001).

## روابط خارجية
- Crimes Against The Body - Anna Motz's website
- article quoting Anna Motz extensively on Baby P